# Крупень
Кру́пень или Крупе́нь (Ропля) — река в Ленинградской области России, правый приток Колпи. Течёт по территории Бокситогорского района.
Река Ропля начинается на болоте на востоке Бокситогорского района, в 10 км от границы с Вологодской областью. Течёт на юго-восток, через 20 км принимает левый приток Талицу, сворачивает на юг и получает название Крупень. Через 8 км в Крупень впадает крепнейший правый приток — ручей Нюша. Крупень впадает в Колпь в 163 км от её устья. Длина реки составляет 45 км. Единственный населённый пункт на берегах — Крутой Ручей — расположен немного ниже устья Нюши.

## Данные водного реестра
По данным государственного водного реестра России относится к Верхневолжскому бассейновому округу, водохозяйственный участок реки — Суда от истока и до устья, речной подбассейн реки — Реки бассейна Рыбинского водохранилища. Речной бассейн реки — (Верхняя) Волга до Куйбышевского водохранилища (без бассейна Оки).
Код объекта в государственном водном реестре — 08010200212110000007692.